# Sherman Oaks
Sherman Oaks est un quartier de la ville de Los Angeles en Californie situé dans la vallée de San Fernando.

## Géographie
Son territoire est délimité à l'est par Studio City, Van Nuys au nord, Encino à l'ouest et les monts Santa Monica au sud. Sherman Oaks est situé le long du fleuve Los Angeles, de Ventura Freeway, de San Diego Freeway, de Beverly Glen Boulevard et de Sepulveda Boulevard.
Sherman Oaks est traversé par Ventura Boulevard.
Sa superficie est d'environ 21 km2.

## Démographie
Le Los Angeles Times considère le quartier comme peu diverse du point de vue ethnique, 73,8 % blanche non hispanique, 11,8 % de la population étant hispanique, 5,7 % asiatique, 4,4 % afro-américaine et 4,4 % appartenant à une autre catégorie ethno-raciale.

## Divers
- La série « Mes premières fois » avec Maitreyi Ramakrishnande Netflix s’y déroule
- L'acteur Joseph Campanella y est mort le 16 mai 2018 à 93 ans.
- L'acteur Rami Malek, lauréat de l'Oscars 2019 du meilleur acteur, y a vécu pendant son enfance.
- L'actrice Jennifer Aniston y est née le 11 février 1969.
- Les actrices et sœurs jumelles Mary-Kate Olsen et Ashley Olsen y sont nées, ainsi que leur petite sœur Elizabeth Olsen.
- Paris Hilton y habite (Mulholland Estates)
- La scénariste Ann Marcus (1921-2014) y a vécu.
- L'acteur et réalisateur Sorrell Booke y est décédé.
- Le chanteur Kendall Schmidt du groupe Big Time Rush y habite